# André Chapelon
André Chapelon (26. října 1892, Saint-Paul en Cornillon – 22. července 1978, Paříž) byl francouzským konstruktérem parních lokomotiv. Díky aplikaci posledních poznatků z termodynamiky a dalších vědních odvětví postavil jedny z nejúspornějších lokomotiv na světě.
Je znám i jako autor přestaveb starších lokomotiv, u kterých se mu podařilo výrazně zvyšovat výkony, ale hlavně účinnost. Jeho lokomotivy dosahovaly účinnosti až 12 %, což je jedna z nejlepších hodnot, dosažených parními lokomotivami. Díky tomu jeho lokomotivy dosahovaly stejných výkonů, jako mnohem větší lokomotivy jiných konstruktérů, a v mnohém překonávaly soudobé lokomotivy jiných trakcí. I přesto byly na konci padesátých let v souvislosti s elektrizací francouzských železnic jeho další práce přerušeny.
Je také jedním ze dvou vynálezců dyšny Kylchap.
Chapelon vedl intenzivní korespondenci s konstruktéry na celém světě. Navštívil i Československo, kde konzultoval odborné problémy s konstruktéry lokomotivy 476.0. Jeho konstrukce kromě Francie jezdily i v Jižní Americe.
Některé Chapelonovy lokomotivy:
- Lokomotiva 231.726 – jeho první proudnicová lokomotiva (1937)
- Lokomotiva 242.A.1 – v roce 1952 dokázala na trati Paříž – Le Mans jet s těžším vlakem větší rychlostí, než tehdejší elektrické lokomotivy (211 km/1 hod 49 min, včetně 10 min na dobrání vody)